# Italochrysa nigrinervis
Italochrysa nigrinervis är en insektsart som först beskrevs av Peter Esben-Petersen 1917. 
Italochrysa nigrinervis ingår i släktet Italochrysa och familjen guldögonsländor. Inga underarter finns listade i Catalogue of Life.